# Suicide Blonde
Suicide Blonde is een nummer van de Australische rockband INXS. Het is de eerste single van hun zevende studioalbum X uit 1990. Op 22 augustus van dat jaar werd het nummer eerst in thuisland Australië, Nieuw-Zeeland en Japan op single uitgebracht. Op 3 september 1990 volgden Europa, de Verenigde Staten en Canada.

## Achtergrond
De plaat werd wereldwijd een grote hit. In INXS' thuisland Australië bereikte de plaat de 2e positie, in Nieuw-Zeeland en Canada zelfs de nummer 1-positie. In de Verenigde Staten werd de 9e positie bereikt in de Billboard Hot 100, Ierland de 3e positie, Duitsland de 23e en in het Verenigd Koninkrijk de 11e positie in de UK Singles Chart. In de Eurochart Hot 100 werd de 24e positie behaald.
In Nederland was de plaat op zondag 2 september 1990 de 341e Speciale Aanbieding bij de KRO op Radio 3 en werd een radiohit in de destijd twee hitlijsten op de nationale publieke popzender. De plaat bereikte de 5e positie in de Nederlandse Top 40, wat INXS' hoogte notering ooit was in de hitlijst. In de Nationale Top 100 bereikte de plaat de 9e positie.
In België bereikte de single de 4e positie in zowel de voorloper van de Vlaamse Ultratop 50 als de Vlaamse Radio 2 Top 30. In Wallonië werd géén notering behaald.
Suicide blonde heeft niets met zelfmoord (suicide) te maken. Het is een Engelse woordspeling op "dyed by her own hands" (verbasterd tot "died by her own hands"); hetgeen staat voor je haar verven in een andere kleur. De titel zou verwijzen naar Kylie Minogue, destijds de vriendin van Michael Hutchence, die zich onherkenbaar had gemaakt door haar haar plots te blonderen.
Sinds de editie van december 2009 stond de plaat t/m 2017 een aantal jaren genoteerd in de jaarlijkse NPO Radio 2 Top 2000 van de Nederlandse publieke radiozender NPO Radio 2, met als hoogste notering een 1715e positie in 2013.

## NPO Radio 2 Top 2000
| Nummer met noteringen in de NPO Radio 2 Top 2000 | '09  | '10 | '11  | '12  | '13  | '14  | '15 | '16  | '17  |
| ------------------------------------------------ | ---- | --- | ---- | ---- | ---- | ---- | --- | ---- | ---- |
| Suicide Blonde                                   | 1924 | -   | 1908 | 1969 | 1715 | 1943 | -   | 1917 | 1832 |

1. ↑  Een '-' betekent dat het nummer niet was genoteerd en een vetgedrukt getal geeft de hoogste notering aan.
2. ↑  2009 was het eerste jaar met een notering voor dit nummer.
3. ↑  Deze tabel is bijgewerkt tot en met de laatste editie (2024).